# Hans Schenk (econoom)
E.J.J. (Hans) Schenk (2 september 1949) is een Nederlandse emeritus hoogleraar economie en bedrijfskunde. 

## Opleiding
Schenk studeerde aan de Universiteit Nyenrode, de Universiteit van Oregon en de Katholieke Universiteit Leuven, en promoveerde op een studie naar de bedrijfseconomische resultaten van fusies en overnames aan de Université de Nice-Sophia Antipolis.

## Academische loopbaan
In 2002 was Schenk medeoprichter van het departement Economie en Bedrijfseconomie van de Universiteit Utrecht, ook wel aangeduid als Utrecht University School of Economics (U.S.E.), en in 2003 de eerste directeur van het Tjalling Koopmans Research Institute aan dit departement, genoemd naar de Utrecht-alumnus en Nobelprijswinnaar T.C. Koopmans. 
Eerder was hij verbonden aan de Universiteit van Tilburg, de Erasmus Universiteit Rotterdam en de Rijksuniversiteit Groningen. Tevens doceerde hij jarenlang binnen het Treasury Management programma van de Vrije Universiteit Amsterdam en het MBA-programma van de Universiteit van Amsterdam. In Utrecht was hij tot aan zijn emeritaat verantwoordelijk voor de studierichtingen International Business en Law & Economics. Tevens introduceerde hij in Utrecht het vak Economics, Governance and Business Ethics. Momenteel doceert hij binnen het Mergers, Acquisitions and Valuation programma van de Rijksuniversiteit Groningen.
Hij was als gasthoogleraar onder meer verbonden aan het China-Europe Management Institute in Beijing, de Université Louis Pasteur in Straatsburg, en de University of Warwick in Coventry, en was fellow van CIBAM aan Cambridge University.

## Nevenfuncties
Naast zijn wetenschappelijke werkzaamheden treedt Schenk veelvuldig op als adviseur van nationale en internationale bedrijven en zorgondernemingen. 
Hij adviseerde de regeringen van Vietnam en Zuid-Afrika bij het opzetten van een nieuw economisch beleid en, na de grote financiële crisis van 2008, de Tijdelijke Commissie Onderzoek Financieel Stelsel, ook wel bekend als de Commissie-De Wit. Hij was commissaris bij British American Tobacco, SSH, Wehkamp en Zorg van de Zaak en was president-commissaris bij Transdev. Hij was van 2010-2018 kroonlid van de Sociaal-Economische Raad. Samen met enkele andere financieel-economische specialisten en de hulp van Triodos Bank, richtte hij in 2011 het Sustainable Finance Lab op. Sedert 2014 is hij voorzitter van de prof. F. de Vries Stichting, en sedert 2018 van Stichting Onderzoek Medezeggenschap SOMz, een stichting ter bevordering van onderzoek op het terrein van medezeggenschap en governance.
- Bibsys: 90295833
- Bibliothèque nationale de France: cb123286317 (data)
- International Standard Name Identifier: 0000 0003 9365 5921
- Library of Congress Control Number: n90637691
- NARCIS: PRS1269326
- Nationale Bibliotheek van Israël: 987007424995605171
- Nederlandse Thesaurus van Auteursnamen: 074056344
- Système universitaire de documentation: 032211686
- Virtual International Authority File: 279156519
- WorldCat: E39PBJmxYPjYdFWyjr94bgQTHC